# Amilcar Adrián Balercia
Amilcar Adrián Balercia Bengoechea (Carhué, Buenos Aires, Argentina, 24 de junio de 1967) es un exfutbolista argentino. Jugaba de mediocampista y militó en diversos clubes de Argentina y Chile.
Pese a haber nacido en Argentina, Balercia jugó la mayor parte de su carrera en el extranjero, siendo Chile el único país que jugó en el extranjero, ya que militó en 4 clubes de ese país.

## Clubes
| Club           | País      | Año       |
| -------------- | --------- | --------- |
| Huracán        | Argentina | 1986-1989 |
| Soinca Bata    | Chile     | 1989-1991 |
| Audax Italiano | Chile     | 1992      |
| Huracán        | Argentina | 1993-1994 |
| Colchagua      | Chile     | 1995      |
| Rangers        | Chile     | 1995-1999 |

## Palmarés

### Campeonatos nacionales
| Título    | Club    | País  | Año           |
| --------- | ------- | ----- | ------------- |
| Primera B | Rangers | Chile | Apertura 1997 |